# Protyora sterculiae
Protyora sterculiae är en insektsart som först beskrevs av Walter Wilson Froggatt 1901.  Protyora sterculiae ingår i släktet Protyora och familjen Carsidaridae. Inga underarter finns listade i Catalogue of Life.